# قسم موسى بن ميمون
قَسَم موسى بن ميمون هو قسم تقليدي للصيادلة والأطباء يُنسب إلى موسى بن ميمون . لا ينبغي الخلط بينه وبين صلاة موسى بن ميمون الأطول. يتم استخدامه على نطاق واسع باعتباره القسم التقليدي الذي يؤديه الصيادلة، على غرار قسم أبقراط للأطباء، والذي يستخدم أيضًا كبديل له.

## القسم
لقد عينتني العناية الأبدية لمراقبة حياة وصحة مخلوقاتك. "أرجو أن يكون حب فني هو المحرك لي في كل الأوقات؛ ولا يجوز أن يشغل ذهني الجشع أو البخل ، أو التعطش للمجد أو السمعة العظيمة؛ لأن أعداء الحقيقة والإحسان قد يخدعونني بسهولة ويجعلونني أنسى هدفي النبيل وهو فعل الخير لأطفالك.

 لا أتمنى أن أرى في المريض شيئًا سوى زميلًا في الألم.
امنحني القوة والوقت والفرصة دائمًا لتصحيح ما اكتسبته، ولتوسيع نطاقه دائمًا؛ لأن المعرفة هائلة وروح الإنسان قادرة على التوسع إلى ما لا نهاية لإثراء نفسها يوميًا بمتطلبات جديدة. اليوم يستطيع أن يكتشف أخطاء الأمس، وغدًا يستطيع أن يحصل على ضوء جديد على ما يعتقد أنه متأكد منه اليوم.

 يا الله، لقد عينتني لمراقبة حياة وموت مخلوقاتك؛ ها أنا مستعد لمهمتي والآن أتوجه إلى دعوتي.

## التاريخ والتأليف
نُشرت الصلاة والقسم لأول مرة في عام 1783 بواسطة الطبيب اليهودي الألماني ماركوس هيرز.[بحاجة لرقم الصفحة]في حين وصفها هيرتز بأنها ترجمة من نص عبري أصلي كتبه موسى بن ميمون، إلا أن الدراسات الحديثة تشير بقوة إلى أن النص كان في الواقع من تأليف هيرتز نفسه. في عام 1790، ظهرت نسخة عبرية بقلم إسحاق يوخيل [الإنجليزية] في مجلة همآسيف [الإنجليزية]؛ كما نُسبت هذه النسخة النص الأصلي إلى هيرتز، يبدو أن هيرتز نسب النص إلى موسى بن ميمون ليُعطي طابعًا أقوى إلى تأثير اليهودية على العلم.

## طالع أيضًا
- تشاركا شابات [الإنجليزية]
- قسم أبقراط
- إعلان جنيف